# Осада Кала-Корейша
Осада Кала-Корейша (перс. محاصره کالاکوریش‎, дарг. Кьара-Кьурейшла алавбуц) — эпизод третьего дагестанского похода персидских войск под предводительством Надир-шаха в середине осени 1742 года. Уцмий Ахмед-хан — один из руководителей антииранского движения — был осаждён в  столице Кайтагского уцмийства — ауле Кала-Корейш.
Имея численное и артиллерийное превосходство, войску шаха удалось окружить аул. Вскоре они прорвались внутрь, где случилось долгое сражение. Раненному Ахмед-хану пришлось бежать в Аварию. После сражения начались переговоры между сторонами конфликта и осаждённые сдались на символических условиях.

## Предыстория
В 1741 году персидский завоеватель Надир-шах начал свой третий военный поход для завоевания Дагестана. Покоряя в сражениях область за областью, он дошёл до Андалала. Поход на Андалал окончился для шаха катастрофическим поражением и отступлением. 
После отступления из Андалала в свой опорный пункт у Дербента шах продолжал набеги на горские владения, но часто они оканчивались неудачно для него. Русский резидент и свидетель событий Братищев сообщал: «Шах военные свои действа в Дагестани ещё продолжает, но нигде ему удачи нет, понеже дагестанцы сильно везде отпор чинят... Задумывает он (шах) на Кара-кайтаки ударить, но и те народы по примеру других в обман ему не дадутся».
В марте 1742 года шах попытался покорить уцмия, однако проиграл со значительными потерями сражение, после чего объявил, что не будет возвращаться в Иран до тех пор, пока покорит Ахмед-хана. Он объявил награду за живого или мёртвого уцмия.
Сведения об осаде Кала-Корейша приводит современный иранский историк Абу Тораб Сардадвар, которые стали доступны для русскоязычной историографии после исследования профессора Н. А. Сотавова.

## Предшествующее сражение
Выделив 20-ти тысячное войско для похода на Кайтаг, Надир-шах рассчитывал на быструю победу. Шах поручил отряду туркменских солдат наступление на Кала-Корейш, где находился «его враг номер один — уцмий Ахмед-хан», сам же двинулся в сторону Акуша-Дарго. Жители Акуша-Дарго, побуждаемые уцмием, решили оказать шаху сопротивление.
Кайтагцы, предупреждённые о предстоящем походе шаха, заранее заняли горные ущелья. Двигавшийся на Кала-Корейш персидский отряд, попав в ловушку в узком ущелье, был уничтожен. За это поражение Надир собственноручно убил несколько офицеров, а других велел казнить. Тем не менее аул удалось окружить войскам под командованием Абдали-Гани-хана. Шах тем временем с трёхтысячной кавалерией направился в сторону Аварии, не добившись успеха в Акуше.
Вступить в Аварию шаху не удалось. Как описывает Сардадвар, уцмий, желающий собственноручно покончить с шахом в поединке, во главе отряда вышел из крепости и преградил ему путь в сторону Аварии. Началась ожесточённая битва. Между бившимися, по сведениям Сардадвара, случился диалог. Уцмий сказал шаху: «Где ты, сын афшара? Давай сразимся один на один!». Надир ответил: «Тесть мой, я здесь. Я всегда готов!». Оба устремились друг к другу. В поединке на копьях 76-летний уцмий явно стал одолевать 54-летнего шаха. Опасаясь за жизнь шаха, его телохранители спасли его и отступили. 
Вскоре прибыло послание от Абдали-Гани-хана о том, что если ему предоставить подкрепление, то на следующий день его отряд захватит Кала-Корейш. Шах заявил, что отказывается от завоевания Аварии для взятия Кала-Корейша. Перед прибытием персов в аул вернулся уцмий Ахмед-хан, который взял на себя руководство обороной.

## Осада
На персидской стороне было численное превосходство и артиллерия. Навстречу иранцам вышли осаждённые солдаты во главе с уцмием, который снова вызвал Надира на поединок. Под видом принятия вызова персы совершили быструю атаку, заставив отступить войско уцмия в крепость, и по стопам отступающих сумели прорваться в город. Рукопашный бой длился три часа. Как передаёт Сардадвар, «Такого истребления защитников не было и за 2700 лет истории Азии и Европы! Крепость пала, но семьи лезгин (кайтагцев), чтобы не попасть в плен, кончали жизнь самоубийством. Лезгинские женщины сами убивали своих детей, а затем бросались в пропасть. Иранцы не смогли взять в плен даже одного человека». 
Раненый уцмий со своими приближенными и семьёй бежал в Аварию. 
В итоге Надир, как сообщает Братищев, «за благо рассудил возбуждённую свою суровость на кротость превратить и избрать такие средства, которые бы без вреда в окончании предприятия пользу ему принесли: шах сам отправил послов к тамошним старшинам, уговаривая их сдать крепость, обещая оставить в покое и даже наградить! В Персию не переселят ни единого двора». 
Шах предложил дать ему несколько аманатов, которых будут хорошо содержать. Далее шли угрозы: он грозился осадой, уничтожением хлебных полей. После долгих споров старшины села склонились к сдаче — но при условии, что шах оставит дома и поля целыми и забудет о податях. 
Оставалось последнее условие: 200 аманатов из самого Кала-Корейша и сел этого магала. После долгих споров жители отыскали в своей среде 15 человек пленных: бродяг одели в горскую одежду и выдали иранцам — то же сделали остальные 4 села, набрав 65 таких аманатов. В итоге шах был доволен 80 заложниками вместо требуемых 200. Описывая всё это, Братищев не мог понять: то ли Надир не заметил подвоха, то ли вынужденно доволен остался таким «ложным знаком покорности».
После падения аула Надир заявил, что важнейшая крепость в Дагестане уже в его руках и нет надобности идти в Аварию. Однако, по мнению Сардадвара, он опасался потерять ещё больше войска и решил вернуться на свою базу.

## Последствия
Во время начала похода шаха на Кала-Корейш восстали утамышцы. Закончив в Кала-Корейше, Надир вывел войска на равнину и встал лагерем у Янгикента, чтобы войско и кони несколько дней отдохнули, а затем пошли на Утамыш. Но вскоре шаху пришлось отказался от этого плана из-за нехватки сил. Было решено дать армии основательный отдых не менее 50 дней в Терекеме, сам же он находился в Башлы или Янгикенте.